# Chub Bash
Chub Bash é uma cidade do Afeganistão, localizada na província de Balkh.